# Muzeum Regionalne w Iłży
Muzeum Regionalne w Iłży – muzeum położone w Iłży. Placówka jest gminną jednostką organizacyjną. Mieści się w dawnym przytułku dla ubogich, ufundowanym w 1754 roku przez biskupa Andrzeja Załuskiego w miejscu obiektu pochodzącego z 1448 roku, którego fundatorem był kardynał Zbigniew Oleśnicki. Budynek stanowi część kompleksu kościelno-szpitalnego pw. św. Ducha (kościół, cmentarz i szpital)
Placówka pod nazwą Muzeum Ziemi Iłżeckiej została otwarta w 1971 roku z inicjatywy grupy iłżeckich regionalistów pod kierownictwem Adama Bednarczyka. W cztery lata później placówka została upaństwowiona. W 1994 roku do placówki przekazano ceramikę z wzorcowni likwidowanej Spółdzielni „Chałupnik” w Iłży. Zorganizowana wówczas wystawa stała się przyczynkiem pod powołania Towarzystwa Ochrony i Promocji Zawodów Ginących. 
Dyrektorzy muzeum
1976-1988 Jacek Bujnowski 
od 1989 Beata Bujakowska 
Aktualnie w muzeum prezentowane są następujące wystawy stałe:
- „Dzieje miasta i regionu”, ukazująca historię ziemi iłżeckiej od IX wieku po okres II wojny światowej,
- „Ledwo gliniany nam dziś został...Ceramika z Iłży i okolic”, dokumentująca historię tutejszego garncarstwa oraz cechu, działającego do 1937 roku.
- „Przywrócić Iłży blask”, zaaranżowana na barokową komnatę i poświęcona władającym Iłżą biskupom, m.in. Janowi Grotowi, Zbigniewowi Oleśnickiemu, Marcinowi Szyszkowskiemu, Andrzejowi Załuskiemu oraz Kajetanowi Sołtykowi.

Ponadto pracownicy muzeum oprowadzają po ruinach iłżeckiego zamku.
Muzeum jest czynne codziennie z wyjątkiem sobót i niedziel (w sezonie maj-wrzesień otwarte w godz. 14.00-18.00). Wstęp jest płatny.